# 光復会 (韓国)
光復会（こうふくかい、광복회、クァンボクフェ）とは日本からの朝鮮独立運動にかかわった独立運動家、その子孫や遺族からなる団体。光復会は盧武鉉政権時代の親日派708人名簿の作成・発表に関与し、第20代会長の金元雄は元大統領の李承晩、韓国国歌の作曲家である安益泰、朝鮮戦争で活躍した予備役陸軍大将の白善燁などを「親日派」と罵倒したこともある。

## 歴代会長
| 代     | 氏名     | 氏名         | 在任期間      | 在任期間      | 系列     | 備考                                 |
| 代     | 漢字表記 | ハングル表記 | 着任          | 退任          | 系列     | 備考                                 |
| ------ | -------- | ------------ | ------------- | ------------- | -------- | ------------------------------------ |
| 1      | 李甲成   | 이갑성       | 1965年2月27日 | 1970年9月19日 | 三一運動 |                                      |
| 2      | 李和翊   | 이화익       | 1970年9月20日 | 1971年2月11日 | 三一運動 |                                      |
| 3      | 趙時元   | 조시원       | 1971年2月13日 | 1973年5月27日 | 光復軍   |                                      |
| 4      | 安椿生   | 안춘생       | 1973年5月28日 | 1976年5月19日 | 光復軍   |                                      |
| 5      | 朴始昌   | 박시창       | 1976年5月20日 | 1977年5月19日 | 光復軍   |                                      |
| 6・7   | 金弘壹   | 김홍일       | 1977年5月20日 | 1980年8月8日  | 光復軍   | 再任、在任中に死亡                   |
| 8      | 金相吉   | 김상길       | 1980年9月3日  | 1984年9月3日  | 学生運動 |                                      |
| 9      | 劉錫鉉   | 유석현       | 1984年9月3日  | 1987年8月28日 | 中国亡命 | 在任中に死亡                         |
| 10・11 | 李康勳   | 이강훈       | 1988年6月1日  | 1992年9月3日  | 中国亡命 | 再任                                 |
| 12     | 金勝坤   | 김승곤       | 1992年9月4日  | 1996年9月3日  | 光復軍   |                                      |
| 13     | 權快福   | 권쾌복       | 1996年9月4日  | 1998年9月3日  | 学生運動 |                                      |
| 14     | 尹慶彬   | 윤경빈       | 1999年1月27日 | 2002年5月31日 | 光復軍   |                                      |
| 15     | 張鐵     | 장철         | 2002年6月1日  | 2002年12月4日 | 光復軍   |                                      |
| 16     | 金祐詮   | 김우전       | 2003年2月13日 | 2005年5月31日 | 光復軍   |                                      |
| 17     | 金國柱   | 김국주       | 2005年6月1日  | 2008年5月31日 | 光復軍   |                                      |
| 18     | 金永逸   | 김영일       | 2008年6月1日  | 2011年2月28日 | 光復軍   |                                      |
| 19・20 | 朴維徹   | 박유철       | 2011年6月1日  | 2019年5月31日 |          | 朴始昌の息子                         |
| 21     | 金元雄   | 김원웅       | 2019年6月1日  | 2022年2月17日 |          | 光復軍系列の独立運動家金根洙の息子   |
| 22     | 張豪權   | 장호권       | 2023年4月18日 |               |          | 張俊河の息子                         |
| 23     | 李鍾贊   | 이종찬       | 2023年6月1日  | 現職          |          | 臨時政府系列の独立運動家李圭鶴の息子 |

## 主張・評価・批判
光復会の会員とその同伴家族は、光復節に各種の優遇措置を受けることができる。
2019年に就任した金元雄光復会長はしばしば「政治偏向的」と批判される。金会長は盧武鉉政権時代に国会議員を務めながら、北朝鮮のミサイルは米軍基地を攻撃するためのモノでしかないと弁護し、「生ける伝説」「韓米同盟の象徴」「唯一信頼できる韓国軍将校」「最良の野戦指揮官」とアメリカでも呼ばれて米軍と共に朝鮮戦争で最後の戦線を守り抜いた白善燁将軍を親日派と罵っている。そのため、韓国の右派である朝鮮日報や在郷軍人会会長は日本統治時代に生まれて教育を受けて日本の体制で勤務したことを理由に罵倒する韓国左派に対して、韓国人本人や先祖の圧倒的多数派が日本統治に順応していたのであり批判する資格のある韓国人はいるのかと語っている。朝鮮日報は韓国に銃口を向けた北朝鮮軍人を称賛し、護国の英雄を非難する人々を批判している。しかし、金会長は光復会が国会議事堂内に運営しているカフェの収益を横領した疑惑があり、2022年2月に「管理の不行届」により会長を辞任した。

### 2019年に日本が輸出管理の運用の見直しを始めた際の声明
2019年7月、日本が韓国への輸出管理の運用を見直しを始めたことは、日本側の経済報復であるとして次の声明を発出した。
- 「韓国大法院が日帝強制徴用被害者の強制労働で富を築いた反人道的犯罪を犯した日本企業が損害賠償をするよう判決を下したのは国境を超えた21世紀文明社会で通用する基本的な法理」
- 「過去の時代、親日反民族政権の対日低姿勢外交で間違ってしつけた日本のごり押しに、文在寅政府は後退してはならない」
- 「この機会に日本が韓国を見下す癖を直しておかなくてはならない」
- 「日本全国にクモの巣のように敷かれた鉄道の枕木一つ一つは、朝鮮人強制労働者の死体と言っても過言ではない」
- 「日本政府が韓国裁判所の判決を、日韓関係を著しく損なうものだと言って経済報復に出るということは容認できないごり押し」

### 親日派子孫が所有する財産の国家帰属支援
韓国では2007年以降、親日反民族行為者財産の国家帰属に関する特別法に基づき親日反民族行為者財産調査委員会が認定した親日派の子孫が所有する土地を国家帰属とする作業が進められてきた。光復会は2020年8月30日、さらに12人の親日派の子孫などが所有している土地（約82万㎡）について国家帰属とするよう法務部へ申請を行った。

### 「韓国の参謀総長はすべて親日派」
2020年8月15日、金元雄光復会長は「8.15光復節慶祝式」の祝辞で、「韓国21人の歴代参謀総長はすべて韓国独立軍を討伐した者である」「大韓民国は親日派の国、親日派のための国になった」などと主張し、保守派を中心に大きな波紋を呼んだ。済州特別自治道知事・元喜龍は地方代表の代読が終わった後、「私たち国民の大多数と道民が決して同意できない非常に偏った歴史観が入っている」と批判した。